# АЕС Саньмень
Атомна електростанція Саньмень (кит.: 三门核电站) — атомна електростанція в окрузі Саньмень, Чжецзян, Китай. Саньмень є першим впровадженням реактора з водою під тиском (PWR) AP1000, розробленого Westinghouse Electric Company.

## Історія
Контракт на будівництво станції укладено в липні 2007 року. Оголошення про початок проєкту було приблизно через дванадцять місяців після того, як Westinghouse виграла тендерний конкурс над іншими компаніями. Контракт на нову станцію включав The Shaw Group (нині Chicago Bridge and Iron), міноритарний акціонер Westinghouse. Westinghouse контролювалася японською Toshiba. Shaw Group справді надавала послуги з проєктування, закупівель, введення в експлуатацію, управління інформацією та управління проєктами.
Вартість першої пари реакторів оцінювалася в 32,4 мільярда юанів, пізніші оцінки в 2013 році давали цифри в 40,1 мільярда юанів (6,12 мільярда доларів США). Остаточна сума була на 10 мільярдів юанів вищою.
26 лютого 2008 року проведено закладку першого та другого блоків. Земляні роботи для першого блока завершили у вересні 2008 року. Якість котловану сертифіковано, що випередило проєкт на 67 днів. Будівництво енергоблока Саньмень 1 розпочалося 19 квітня 2009 року, коли залито перші 5200 м3 бетону для фундаменту, на церемонії були присутні голова Державної корпорації ядерних енергетичних технологій (SNPTC) Ван Бінхуа та генеральний директор Westinghouse Аріс Кандріс. Перший бетон для Саньмень 2 був залитий 15 грудня 2009 року.
У червні 2014 року China First Heavy Industries завершила виготовлення першого внутрішнього корпусу реактора AP1000 для другого блока AP1000.
Спочатку запланували, що блоки почнуть роботу в 2014 і 2015 роках. У квітні 2015 року запланували, що дата початку для обох – 2016 рік. Через місяць дату початку було перенесено на 2017 рік. У січні 2017 року Китайська національна ядерна корпорація (CNNC) оголосила, що останній насос теплоносія реактора встановлено, а початок роботи все ще запланований на 2017 рік. Станом на березень 2018 року Саньмень 1 завершив перевірку безпеки перед заправкою паливом, але очікувалося, що він буде підключений до мережі не раніше осені 2018 року. Гаряче випробування Саньмень 1 було завершено в червні 2017 року, а завантаження палива почалося 25 квітня 2018 року. Згодом він став першим у світі реактором AP1000, який досяг першої критичності о 2:09 ночі 21 червня 2018 року і був підключений до мережі 30 червня 2018 року. 21 вересня 2018 року енергоблок Саньмень 1 був введений в комерційну експлуатацію.
Блок Саньмень 2 досяг першого критичного стану 17 серпня 2018 року та був підключений до мережі 24 серпня 2018 року. Демонстраційне випробування повної потужності було завершено 5 листопада 2018 року, і зараз блок вважається переведеним у комерційну експлуатацію.
У березні 2019 року енергоблок Саньмень 2 зупинився через несправність насоса теплоносія реактора, першопричина якої все ще з’ясовується. Змінний насос був відправлений зі Сполучених Штатів компанією Curtiss-Wright. З цими насосами раніше були проблеми з якістю лопатей робочого колеса, що передбачало повернення трьох насосів до США у 2013 році.
Підготовчі роботи для 3 і 4 енергоблоків були виконані, але в процесі роботи проєкт мало не зайшов у глухий кут. Це сталося через затримки з проєктами CAP-1000. Однак 20 квітня 2022 року дозвіл на відновлення будівництва двох блоків схвалила Державна рада.

## Інформація про реактори
Атомна електростанція Саньмень складається з 2 діючих реакторів.
| Блок       | Тип / Модель  | Чиста потужність | Валова потужність | Термічна потужність | Початок будівництва | Перша критичність | Підключення до мережі | Комерційна експлуатація | Зауваження    |
| ---------- | ------------- | ---------------- | ----------------- | ------------------- | ------------------- | ----------------- | --------------------- | ----------------------- | ------------- |
| Черга I    |               |                  |                   |                     |                     |                   |                       |                         |               |
| Саньмень 1 | PWR / AP1000  | 1157 МВт         | 1251 МВт          | 3400 МВт            | 19 квітня 2009      | 2018-06-21        | 30 червня 2018        | 2018-09-21              | [ 26 ]        |
| Саньмень 2 | PWR / AP1000  | 1157 МВт         | 1251 МВт          | 3400 МВт            | 15 грудня 2009      | 2018-08-17        | 24 серпня 2018        | 2018-11-05              | [ 27 ]        |
| Черга II   |               |                  |                   |                     |                     |                   |                       |                         |               |
| Саньмень 3 | PWR / CAP1000 | 1163 МВт         | 1251 МВт          | 3400 МВт            | 28 червня 2022      |                   |                       |                         | [ 28 ]        |
| Саньмень 4 | PWR / CAP1000 | 1163 МВт         | 1251 МВт          | 3400 МВт            | 22 березня 2023     |                   |                       |                         | [ 29 ] [ 30 ] |